# Tinodes foedellus
Tinodes foedellus är en nattsländeart som beskrevs av Mclachlan 1884. Tinodes foedellus ingår i släktet Tinodes och familjen tunnelnattsländor. Inga underarter finns listade i Catalogue of Life.